# 高野山競書大会
高野山競書大会（こうやさんきょうしょたいかい）とは、高野山金剛峯寺主催、高野山書道協会主管、毎日新聞社後援で定期的に実施されている書道のイベント。空海の徳をたたえ高野山に作品を納め、心身の向上と書道の発展が祈られている。

## 概要
1965年に高野山は空海によって開かれて1150年となる。この記念に書の父とされる空海を敬慕する日本全国の書家によって作品が奉納された。この縁から高野山書道協会が発足し、高野山競書大会が開かれることとなり、翌1966年に第1回高野山書道協会が開かれた。2018年時点での実施回数は53回を数える。
作品は学生競書、一般競書、一般献書の三つの部門に分けて出品され、審査され賞が与えられる。
毎年約12万点の出品があり、日本一出品数の多い書道大会である。

## その他
- 『とめはねっ! 鈴里高校書道部』（河合克敏、小学館）では、高校生が参加する最高クラスの書道大会の1つに位置づけている。